# مشروع فيدورا
مشروع فيدورا هو مشروع مستقل لتنسيق تطوير فيدورا لينكس، وهو نظام تشغيل قائم على لينكس، ويعمل برؤية «عالم يستفيد فيه الجميع من البرامج المجانية والمفتوحة المصدر التي تم إنشاؤها من قبل مجتمعات مرحبة ومنفتحة تضم الجميع.» بيان مهمة المشروع يتضمن، إنشاء «منصة مبتكرة للأجهزة والانضمة السحابية وحاويات، تمكن مطوري البرمجيات وأعضاء المجتمع من بناء حلول تناسب مستخدميهم». ويُشرف المشروع أيضًا على حزم إضافية للينكس المؤسسات، وهي مجموعة ذات اهتمام خاص تحافظ على مسميات الحزم. تأسس المشروع في عام 2003 نتيجة اندماج بين مشروعي ريدهات لينكس (RHL) وفيدورا لينكس، وبشكل رئيسي ترعاه ريد هات (شركة تابعة لشركة آي بي إم)، لكن موظفيها يشكلون 35% فقط من المساهمين في المشروع، ومعظم المساهمين الذين يزيد عددهم عن 2000 أعضاء غير منتسبين في المجتمع.

## تاريخ
تأسس مشروع فيدورا في نوفمبر 2003، عندما قررت ريدهات تقسيم ريدهات لينكس إلى ريد هات إنتربرايز لينكس (RHEL) ونظام تشغيل مجتمعي، باسم فيدورا. تم إنشاء محطة عمل ريدهات الاحترافية في نفس الوقت بهدف ملء المكانة التي كانت ريد هات إنتربرايز لينكس تملأها من قبل ولكن تم إنشاؤها بدون رؤية مستقبلية معينة. سرعان ما سقط هذا المشروع، عند مستخدمي ريدهات لينكس من غير أصحاب المؤسسات لصالح مشورع فيدورا.

### نظام التشغيل فيدورا
تم إصدار الإصدار الأول من نظام التشغيل فيدورا - المعروف آنذاك باسم فيدورا كور 1 - في 6 نوفمبر 2003. تم إصدار فيدورا كور 1 وفقًا لجدول زمني محدد، كل أربعة إلى ستة أشهر.

## الإدارة
لا يعد مشروع فيدورا كيانًا قانونيًا أو منظمة منفصلة؛ حيت تحتفظ ريد هات بالمسؤولية عن وجودها. مجلس فيدورا حاليًا هو الأعلى مستوى من قيادة المجتمع وهيئة التحكم. يتألف المجلس من مزيج من ممثلين أجزاء مختلفة من المشروع، المناصب يتم تعيينها من قبل شركة ريد هات، وعدد متغير من المقاعد متصلة بأهداف المشروع على المدى المتوسط. يتألف هيكل التحكم السابق (مجلس إدارة فيدورا) من خمسة أعضاء معينين من ريدهات وخمسة أعضاء منتخبين من المجتمع. بالإضافة إلى ذلك، مدير مشروع فيدورا له حق النقض على أي قرار لمجلس الإدارة؛ في النظام الحالي، يمكن حظر جميع الأعضاء المصوتين عند حصول مشكلات، بسبب وجيه. أعلنت ريد هات في أحد الأوقات عن نيتها إنشاء مؤسسة منفصلة لفيدورا للتحكم في المشروع، ولكن بعد النظر في المجموعة المتنوعة من المعضلات المتراتبة، ألغتها لصالح نضام مجلس الإدارة المعمول به حاليًا.